# Сетаччоли, Джакомо
Джа́комо Сетаччо́ли (итал. Giacomo Setaccioli; 8 декабря 1868, Тарквиния, Лацио — 3 декабря 1925 или 5 декабря 1925, Сиена, Тоскана) — итальянский композитор и музыкальный педагог.

## Биография
Родился 8 декабря 1868 года в Корнето (совр. Тарквиния), в семье сапожника Филиппо Сетаччоли и Анджелы Леонарди. Был старшим ребёнком в многодетной семье, кроме него в семье было ещё пятеро детей: Мария, Лаура, Доменико, Маддалена и Паризия.
Окончил Академию Санта-Чечилия в Риме, учился композиции у Чезаре Де Санктиса, позднее преподавал там же.
Автор опер «Последний из Абенсерагов» (итал. L'ultimo degli Abenceragi; 1893, по повести Шатобриана), «Сестра Марка» (итал. La sorella di Mark; 1896), «Молот» (итал. Il martellaccio), Реквиема памяти короля Умберто I, симфонических и хоровых сочинений, песен. Значительная часть произведений не сохранилась, в том числе Симфония ля мажор, в которой, как отмечал Дж. Ч. Парибени, постбрамсовская архитектоника сочетается со средиземноморским лиризмом. 
С Концертной увертюрой выиграл в 1898 г. композиторский конкурс своей Альма-матер. Признанием современников пользовалась Соната для кларнета и фортепиано Op. 31, написанная для Аурелио Маньяни. Опубликовал также книгу «Дебюсси — новатор?» (итал. Debussy è un innovatore?; 1910), монографию об опере Джакомо Пуччини «Джанни Скикки» (1920) и ряд работ по гармонии, в том числе итальянский перевод «Трактата о гармонии» Гуго Римана.
Преподавал в Риме композицию и дирижирование, среди его учеников, в частности, Марио Росси, Витторио Гуи, Франческо Сантоликвидо. В 1925 году был назначен директором Флорентийской консерватории имени Керубини, но умер, едва успев приступить к новым обязанностям.

## Память
- 1975 ─ установлена мемориальная доска в Тарквинии, на доме, в котором родился и провёл детские годы Джакомо Сетаччоли[6].